# Reduktionsmiddel
I kemi er et reduktionsmiddel et stof, der ved reaktion afgiver elektroner og derved reducerer oxidationstrinnet af et grundstof, hvorved stoffet selv oxideres. Det er det modsatte af et oxidationsmiddel. Eksempelvis carbon (i form af kul eller koks) og hydrogen er hyppigt anvendt som reduktionsmidler.
Forløbet:
Ox + ne− → Red
hvor Ox = oxidationsmiddel, Red = reduktionsmiddel, n er antal og e− er elektroner.